# Not Steady
«Not Steady» es una canción de la cantante chilena Paloma Mami. Fue lanzado el 21 de septiembre de 2018 a través de plataformas de streaming y de descargas digitales como el primer sencillo lanzado por la artista.

## Composición y letra
La canción fue compuesta por Castillo y por Luciano Espinoza y también fue producida por el último, siendo su base compuesta por un ritmo de Dembow, junto con sintetizadores suaves. En su totalidad la canción tiene una duración de tres minutos con 10 segundos. La letra de la canción, cuyas partes de ellas combinan el inglés con el español, describe cómo la cantante es difícil de conquistar y su anhelo de conseguir a un tipo que satisfaga sus necesidades.

## Video musical
A pesar de que la canción fue lanzada como sencillo en septiembre, el videoclip fue subido al canal de la artista el 24 de junio de 2018. El video fue dirigido por Fost y en él se puede ver a Paloma Mami interpretando la canción al frente de varias estructuras de cemento.

## Lista de canciones
| Not Steady — Digital |              |                                   |          |  |
| N.º                  | Título       | Escritor(es)                      | Duración |  |
| 1.                   | «Not Steady» | Paloma Castillo, Luciano Espinoza | 3:10     |  |